# Айнмере мак Сетнай
Айнмере мак Сетнай (др.‑ирл. Ainmere mac Sétnai; убит в 569) — король Кенел Конайлл (позднейшего Тирконнелла; до 569 года) и верховный король Ирландии (566—569), представитель одной из ветвей рода Северных Уи Нейллов.

## Исторические источники
Наибольшее количество сведений о Айнмере мак Сетнае содержится в ирландских анналах. О событиях, связанных с этим монархом, сообщают «Анналы Инишфаллена», «Анналы Ульстера», «Анналы Тигернаха», «Анналы Клонмакнойса», «Анналы четырёх мастеров» и «Хроника скоттов». Предполагается, что общим источником сведений для ранних частей всех этих анналов послужила «Хроника Ирландии», в основу которой легли записи из монастыря Айона, основанного двоюродным братом короля Айнмере, святым Колумбой. Возможно, что часть этих сведений могла быть записана если не при жизни ирландских правителей второй половины VI века, то уже вскоре после 600 года.
Так же сведения о Айнмере мак Сетнае содержатся в средневековых агиографических сочинениях (житиях святых Колумбы и Гильды) и генеалогиях (например, в трактате «Rawlinson B 502»).
Хотя средневековые списки ирландских королей, сохранившиеся в трактате «Laud Synchronisms» и в «Лейнстерской книге», правильно сообщают о трёх годах владения Айнмере мак Сетнаем титулом верховного короля, они ошибочно располагают его правление между Баэтаном мак Муйрхертайгом и Баэтаном мак Ниннедо, в то время как оба они правили уже после гибели Айнмере. Возможно, причиной этого было использование в этих списках общего источника, автором которого был ирландский поэт и историк XI века Фланн Майнистрех, в работах которого также присутствовала эта ошибка. Имя Айнмере мак Сетная не упоминается и в древнейшем списке верховных королей — составленном в конце VII века «Видении Конна».

## Биография

### Происхождение
Айнмере был сыном Сетны и внуком короля Кенел Конайлл Фергуса Длинноголового. Большинство современных историков (в том числе, Ф. Д. Бирн и Т. Чарльз-Эдвардс) считают, что после смерти своего деда Айнмере унаследовал власть над его владениями.
Особого мнения придерживается Б. Ласи, считающий Диарайта мак Кербайлла принадлежавшим не к Южным, а к Северным Уи Нейллам, в состав которых входил и род Кенел Конайлл. Согласно его мнению, Диармайт мог править землями Кенел Конайлл между Фергусом Длинноголовым и Айнмере мак Сетнаем.

### Король Кенел Конайлл

#### Война с Коннахтом
Первое упоминание в исторических источниках о Айнмере мак Сетнае как короле Кенел Конайлл относится к 540-м годам и связано с одной из войн Северных Уи Нейллов с Коннахтом. Согласно свидетельствам ирландских анналов, в 543 или 547 году была создана коалиция из нескольких северо-ирландских правителей — Айнмере и его брата Ниннида мак Сетная, а также королей Айлеха, братьев-соправителей Форггуса мак Муйрхертайга и Домналла Илхелгаха из рода Кенел Эогайн, направленная против коннахтского короля Эогана Бела. Целью коалиции было противодействие агрессивной политике короля Эогана, стремившегося расширить свои владения за счёт земель Северных Уи Нейллов. Войско королей-союзников вторглось в Коннахт и в кровопролитном сражении на берегу реки Сликех (около современного города Слайго) нанесло поражение войску Эогана Бела. Коннахтский король пал на поле боя. В дальнейшем Форггус мак Муйрхертайг и Домналл Илхелгах продолжили военные действия против правителей Коннахта, однако об участии короля Айнмере в этих событиях в источниках ничего не сообщается.

#### Сражение при Кул Древне
В 561 году король Айнмере мак Сетнай оказался вовлечён в военные действия против верховного короля Ирландии, правителя Миде Диармайта мак Кербайлла.
По свидетельству «Анналов Тигернаха» и «Хроники скоттов», поводом к битве стала казнь по приказу Диармайта принца Курнана, сына коннахтского короля Аэда мак Эхаха. Согласно же другим свидетельствам, причиной конфликта стала ссора из-за книги двух святых, Финниана Мовильского и Колумбы. В этом споре верховный король поддержал Финниана, а Колумба попросил защиты у своих родственников из числа Северных Уи Нейллов. В результате возникла направленная против Диармайта коалиция, в которую, кроме Айнмере мак Сетная, вошли его родственник Ниннид мак Дуах и короли Айлеха Форггус мак Муйрхертайг и Домналл Илхелгах. Возможно, обращение Колумбы за помощью было лишь предлогом для участников коалиции предъявить свои претензии на титул верховного короля Ирландии.
Предполагается, что Диармайт мак Кербайлл первым начал военные действия. Он дошёл с войском до владений своих врагов в Слайго, и здесь в сражении при Кул Древне (около горы Бен-Балбен) встретился с их армией на поле битвы. Средневековые авторы сообщают, что в произошедшем сражении Диармайт был полностью разгромлен своими противниками, потеряв три тысячи воинов убитыми, в то время как в войске союзников погиб лишь один воин.

#### Сражение при Мойн Дайри Лотайр
О дальнейшем противостоянии между Диармайтом мак Кербайллом и его победителями при Кул Древне в средневековых источниках ничего не сообщается. Однако на основании сведений анналов и «Жития святого Колумбы» современными историками делается вывод, что спустя некоторое время после сражения правители Северных Уи Нейллов заключили мирное соглашение с верховным королём. Вероятно, это произошло вскоре после одержанной в 563 году Форггусом мак Муйрхертайгом, Домналлом Илхелгахом, Айнмере мак Сетнаем и Ниннидом мак Дуахом крупной победы над ульстерскими круитни короля Дал Арайде Аэда Брекка. В этом кровопролитном сражении, состоявшемся при Мойн Дайри Лотайр, на поле боя пали король Аэд и ещё семь ульстерских вождей, а ещё один король круитни, Эохайд Лайб, бежал на колеснице.
После битвы при Мойн Дайри Лотайр владения Северных Уи Нейллов значительно расширились, достигнув реки Банн. Предполагается, что условием мирного соглашения между правителями Кенел Конайлл и Айлеха с одной стороны и Диармайтом мак Кербайллом с другой было признание верховным королём всех этих завоеваний, в обмен на согласие Северных Уи Нейллов не оспаривать его права на титул верховного короля Ирландии.

#### Установление связей с британской Дал Риадой
К 563 году относятся и сведения об установлении дружественных отношений между Айнмере мак Сетнаем и правителем британской Дал Риады Коналлом I. Вероятно, сближению двух правителей способствовало наличие у них общих врагов — круитни и родственных им пиктов. Соглашение между королями Кенел Конайлл и Дал Риады было заключено при посредничестве двоюродного брата Айнмере мак Сетная, святого Колумбы, который как раз в это время начал свою миссионерскую деятельность на землях северо-британских язычников.

### Верховный король Ирландии

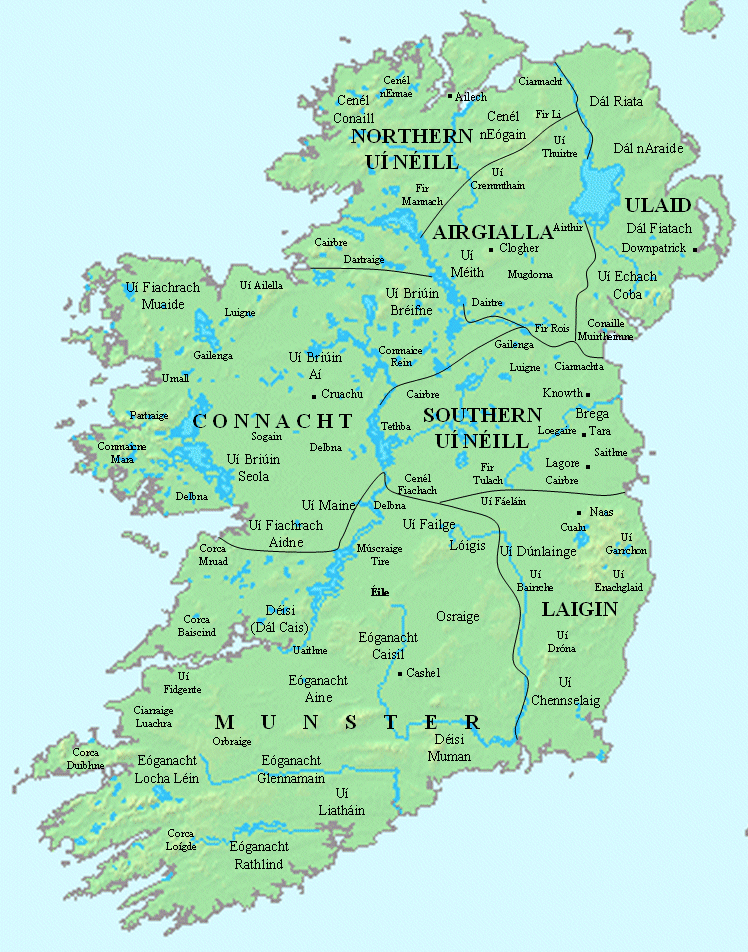
Ирландия в Раннее Средневековье

#### Получение титула
В 565 году Диармайт мак Кербайлл пал от руки нового короля Дал Арайде Аэда Чёрного. Новыми верховными королями Ирландии стали правители Айлеха Форггус мак Муйрхертайг и Домналл Илхелгах. Однако оба брата-соправителя скончались уже в следующем году: по свидетельству «Анналов Инишфаллена», Домналл погиб в сражении с лейнстерцами в долине реки Лиффи, а Форггус, возможно, стал жертвой большой эпидемии чумы, обрушившейся на Ирландию ещё в 540-х годах.
После этого титул верховного короля перешёл к Айнмере мак Сетнаю, наиболее влиятельному на тот момент ирландскому правителю. Таким образом, Айнмере — первый верховный король Ирландии из рода Кенел Конайлл.

#### Поездка Гильды Премудрого в Ирландию
В написанном в X или XI веке «Первом житии Гильды» повествуется, что по призыву Айнмере мак Сетная святой совершил поездку в Ирландию. По свидетельству этого источника, в то время христианство в Ирландии пришло в полный упадок. Король Айнмере, который «царствовал во всей Ирландии», призвал Гильду восстановить на острове «церковный порядок», что тот, несмотря на сопротивление язычников, с успехом и сделал. О поездке Гильды в Ирландию сообщается и в «Анналах Камбрии», датирующих её 565 годом.
Современные историки отмечают, что житие — малонадёжный источник, содержащий, в основном, легендарные сведения, характерные для многих агиографических сочинений Средневековья. Подвергается сомнению и достоверность свидетельства «Анналов Камбрии». В то же время отмечается, что в этих источниках могли сохраниться и сведения о реально происходивших событиях, связанных с Гильдой. Возможно, что одним из таких свидетельств могло быть и сказание о миссионерской поездке святого в Ирландию.

#### Смерть
Айнмере мак Сетнай был убит в 569 году Фергусом мак Нейлленом из рода Кенел Эогайн. Согласно «Хронике скоттов» и «Анналам четырёх мастеров», убийство произошло в селении Фемен (вблизи Тары). По свидетельству автора XVIII века Джеффри Китинга, подстрекателем убийцы был троюродный брат Айнмере Баэтан мак Ниннедо.
Точно неизвестно, кто был преемником Айнмере мак Сетная на престоле Кенел Конайлл. По мнению одних историков, им был Баэтан мак Ниннедо. Однако другие исследователи, отмечая отсутствие в средневековых источниках сообщений о деятельности Баэтана как правителя Кенел Конайлл, считают, что преемником Айнмере мог быть его сын Аэд мак Айнмерех.
Также достоверно неизвестно и то, кто получил после Айнмере мак Сетная титул верховного короля Ирландии. Большинство современных историков считает, что новыми верховными королями стали правители Айлеха Баэтан мак Муйрхертайг и Эохайд мак Домнайлл. Однако значительные разночтения в определении средневековыми источниками порядка и продолжительности правлений королей Тары вплоть до получившего этот титул в 586 году Аэда мак Айнмереха позволяют некоторым историкам делать предположение о том, что включение имён предшественников Аэда в списки королей Тары было ошибкой средневековых авторов. Возможно, что упоминающиеся в списках королей Тары второй половины VI века Баэтан мак Муйрхертайг, Эохайд мак Домнайлл, Баэтан мак Ниннедо и Баэтан мак Кайрилл могли и не быть верховными королями Ирландии.

### Семья
По данным трактата XII века «Banshenchas» («Об известных женщинах»), Айнмере мак Сетнай был женат на лейнстерке Бригите, дочери Кобтаха мак Айлелло из рода Уи Хеннселайг . От этого брака родился сын Аэд мак Айнмерех, владевший титулом верховного короля Ирландии в конце VI века.
К Айнмере мак Сетнаю возводили свою родословную члены ирландской семьи О’Галлахер.